# Clematis patens 'The Vagabond'
Cultivar
La clématite patens 'The Vagabond' est un cultivar de clématite obtenu  en 1984 par Ken Pyne en Angleterre. Sa première fleur apparut en 1986, mais Ken Pyne attendit 1996 pour la présenter au public dans le journal "The clematis spring supplement".

## Description
'The Vagabond' est une clématite à fleur violette et rose, de très grande taille possédant entre 7 et 9 sépales et d'un diamètre d'environ 22 centimètres. La couleur jaune des étamines de cette clématite contraste bien avec le violet de la fleur.
À taille adulte la clématite 'The Vagabond' se développe à environ 2 m.
Elle ne possède pas de parfum particulier.

## Obtention
'The Vagabond' a été obtenue à partier de la clématite 'Rouge cardinal'.

## Protection
'The Vagabond' n'est protégé par aucun organisme.

## Culture
La clématite 'The Vagabond' est adaptée à la culture en pleine terre.
Cette clématite du groupe 2 fleurit sur le bois de l'année précédente au printemps puis sur la pousse de l'année à l'automne. Elle résiste à des températures inférieures à -20 °C.

## Maladies et ravageurs
La clématite 'The Vagabond' est sensible à l'excès d'eau ce qui pourra provoquer une pourriture du collet de la plante et ainsi la mort de la clématite.

## Récompense
À ce jour la clématite 'The Vagabond' n'a reçu aucune récompense.